# Żądło II
Żądło II – amerykańska komedia kryminalna z 1983 roku.

## Fabuła
Nowy Jork, rok 1940. Dwaj oszuści - Jake Hooker i Fargo Gondorff decydują się na wielki przekręt. Jake podaje się za boksera, który bardzo potrzebuje pieniędzy i zamierza walczyć o najwyższą stawkę. Do sfinansowania walki namawiają Gusa Macalinskiego, który w niego inwestuje wszystko co ma. Do interesu wchodzi złodziejka Veronica. Tymczasem Doyle Lonnegan, żeby pozbyć się Macalinskiego, wydaje rozkaz by zabić Kida Colorsa, a Macalinskiego wrobić w tę zbrodnię.

## Główne role
- Jackie Gleason - Fargo Gondorff
- Mac Davis - Jake Hooker
- Teri Garr - Veronica
- Karl Malden - Gus Macalinski
- Oliver Reed - Doyle Lonnegan
- Bert Remsen - Kid Colors
- Ron Rifkin - Eddie

## Nagrody i nominacje
Oscary za rok 1983
- Najlepsza adaptacja muzyki - Lalo Schifrin (nominacja)